# خان بني سعد
خان بني سعد

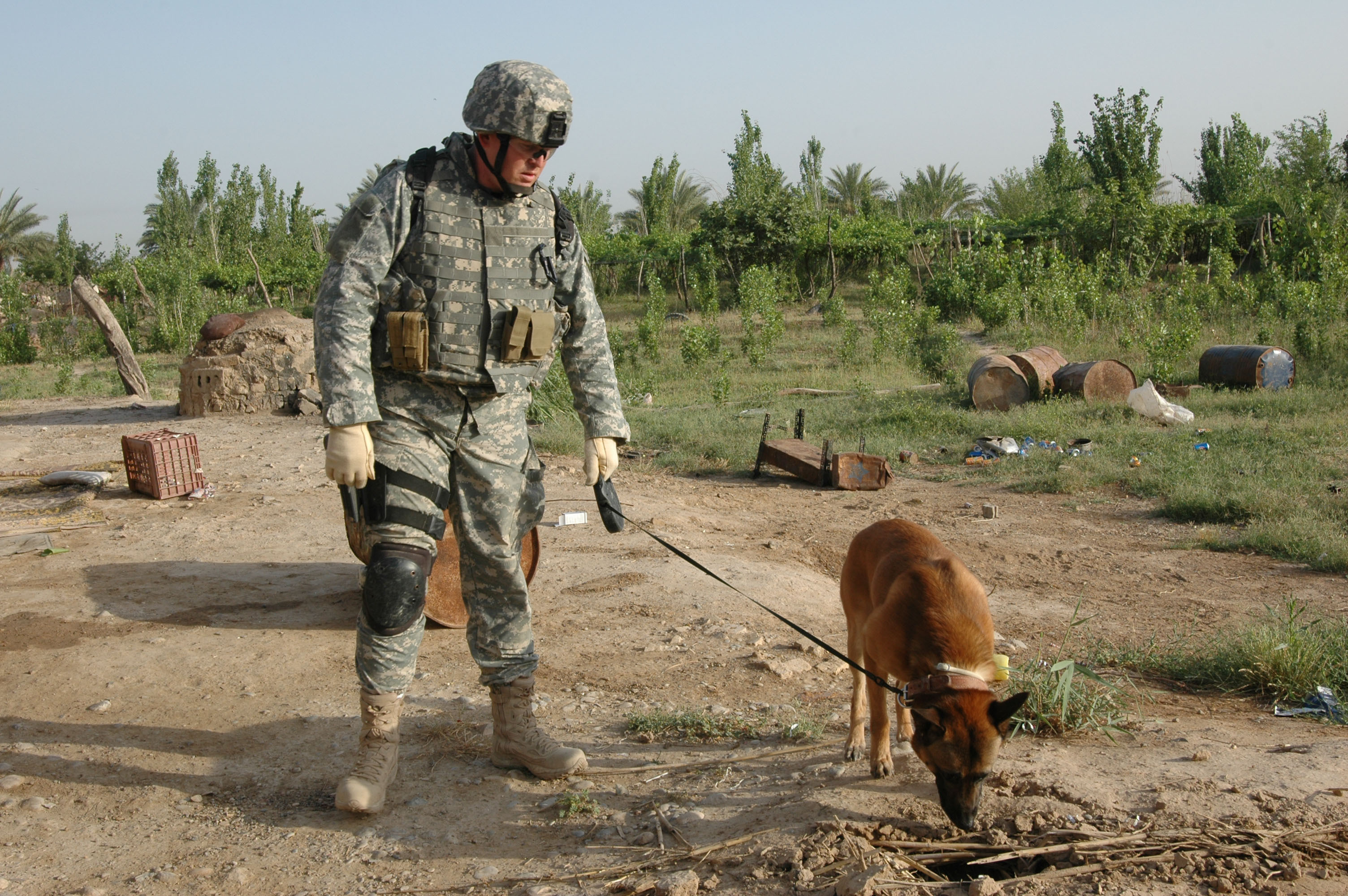
مزارع خان بني سعد

خان أثري قديم يقع في منتصف الطريق بين بغداد وبعقوبة القديم في مركز ناحية بني سعد، وهو من الخانات التي بنيت على طريق القوافل.وقد شيده الوالي العثماني أحمد بشناق سنة 1089 ه‍/1678 م.
وقد ورد ذكر الخان في أحداث سنة 1116، عندما غزا الوزير حسن باشا عشائر بني لام لتأديبها، وكانت تقف طريق عثرة في طريق بغداد-البصرة، وتجاوزت حتى بلغت (خان بني سعد).
وبني سعد اليوم مدينة عراقية واحدى النواحي التي تتبع أداريا إلى قضاء بعقوبة وتسمى رسمياً ناحية بني سعد، تأسست المدينة سنة 1878م ومن اهم معالمها هذا الأثر الشامخ وهو الخان الأثري ذات الطراز الإسلامي والذي يعرف ايضاً باسم خان النص.
وقد شيدت من قبل السلطان سليم العثماني ويرجع الخان الأثري إلى عهد بانيه الوالي اأحمد بوشناق. وتقع حدودها الإدارية من الجنوب الغربي لمحافظة ديالى ويحدها من الشرق نهر ديالى وناحية بهرز، ومن الشمال ناحية هبهب، وقضاء بعقوبة، ومن الجنوب الغربي محافظة بغداد.
بلغ عدد سكان ناحية بني سعد 127 الف نسمة في عام 2014م من مختلف العشائر والأطياف وتبلغ مساحة الناحية حوالي 166000 دونم معظمها أراضي زراعية حيث كانت الزراعة فيها مزدهرة وتضم ناحية بني سعد بكبر حجمها عدد من الدوائر الحكومية والمساجد والمدارس والمعامل الصناعية والمحال التجارية، بالإضافة إلى سوق بني سعد، وتضم إضافة إلى ذلك إعداد كبيرة من القرى التابعة لها وهي أكثر من اربعين قرية و44 مدرسة بين ابتدائية ومتوسطة وإعدادية ولكلا الجنسين، وكذلك فيها أكثر من 90 معمل صناعي. وهي تحتل مكانة اجتماعية وسياسية واقتصادية كونها تقع بين بغداد العاصمة ومركز محافظة ديالى.

## الأهمية
تعتبر المدينة رابع أكبر مدينة في محافظة ديالى والأكبر كثافة من حيث السكان بعد بعقوبة يقدر عدد سكانها بأكثر 127 الف نسمة أغلبهم من المسلمين الشيعة.

## مقاطعات ناحية بني سعد
| المقاطعة ورقمها               | مساحتها دونماً | سكانها |
| 17 العثمانية                  | 6127          |        |
| 8 بزايز العثمانية             | 4486          |        |
| 9 بني سعد                     | 4640          |        |
| 7 الوزيرية والأبيتر           | 1915          |        |
| 11 الوزيرية وأراضي خديدان     | 4919          |        |
| 15 عبثة رمال والعثمانية       | 6952          |        |
| 22 نهر البستان وحمد الساهي    | 6765          |        |
| 6 خشم كدري                    |               |        |
| 3 الوزيرية والحميدية الشمالية | 7682          |        |
| 4 الوزيرية وبازول وفرج زاد    | 5454          |        |
| 29 أراضي البردية              |               |        |
| 28 أراضي بيرات                |               |        |
| 26 صدور الحفرية والمرادية     |               |        |
| 38 بازول أحمد بيك وخرمت خان   |               |        |
| 31 أم الرمان                  |               |        |
| 25 المرادية والمحبوبية        |               |        |
| 17 العثمانية الوسطى           |               |        |
| 24 بزايز الحفرية والمرادية    |               |        |
| 14 صدر نهر الحفرية            |               |        |
| 12 العثمانية والحفرية         |               |        |
| 30 خرير ومزيرير               |               |        |
| 13 خبط الفرس الوزيرية         |               |        |

## مجزرة خان بني سعد
في عام 2015 حدثت مجزرة كبيرة في خان بني سعد، حيث دوى انفجار كبير هز المدينة وأسفر عن مقتل أكثر من 165 شخص وإصابة 230 آخرين بجروح وأعلن تنظيم داعش في بيان له مسؤليته عن التفجير الذي استهدف ناحية خان بني سعد وتمت العملية بواسطة سيارة مفخخة.